# 希腊海军
希腊海军（羅馬化：Polemikó Naftikó），是希腊军队中的海军。在君主制时期（1833-1924年和 1936-1973年），又被称作希腊皇家海军。

## 历史
在1821年希腊独立战争开始时，希腊人的海军力量主要由来自爱琴海群岛的商船队。希腊国家舰队的历史开始于1828年爱奥尼斯·卡波季斯第亚斯担任希腊总督。1833年希腊海军被命名为“皇家海军”，它一直使用这个名字直到1924年。在希土战争中，希腊海军取得了爱琴海的控制权，但无法改变陆战失利的结果。在第一次巴尔干战争中，希腊海军少将帕夫洛斯·康托里奥蒂斯率领舰队取得了埃利海战和莱姆诺斯海战的胜利，从奥斯曼土耳其手中获得了爱琴海的控制权。巴尔干战争之后，因为当时爱琴海东部岛屿的归属不明确，希腊和奥斯曼帝国进行了一场海军军备竞赛。随着1936年希腊王国的重新建立，希腊海军将重新使用“皇家海军”的名称，直到1974年王国最终被推翻。

## 组织结构
希腊海军的组织包括三大机构：舰队司令部，海军后勤司令部和海事教育司令部。其中舰队司令部（Αρχηγείο Στόλου，缩写ΑΣ）由舰队司令官指挥，参谋人员驻扎在萨拉米斯海军基地，其统辖除辅助舰外的所有军舰。
- 舰队司令部下辖12个作战司令部[3]，分别为：
  - 护卫舰司令部，下辖第1和第2护卫舰中队，护卫舰和综合支援舰共17艘，约3500人。
  - 监视舰司令部，2013年成立，取代了原来的巡逻艇司令部。
  - 快艇司令部，下辖两个快速巡逻艇中队共15艘舰船。
  - 扫雷司令部，下辖4艘扫雷艇。
  - 两栖部队司令部，下辖两栖舰艇（登陆舰、快速运输船）和小型登陆艇，包括5艘杰森级坦克登陆舰、4艘欧洲野牛级气垫登陆艇等舰。
  - 潜艇司令部，下辖11艘潜艇。
  - 特种部队司令部
  - 海军直升机司令部，下辖两个直升机中队，装备S-70和贝尔AB-212反潜直升机。
  - 海军战术和训练学院
  - 北希腊海军司令部，总部位于塞萨洛尼基的卡拉马里亚，负责区域是从希腊-土耳其边界的埃夫罗斯河河口至皮利翁山北缘的海域，包括萨索斯岛。
  - 爱琴海海军司令部，总部位于比雷埃夫斯，负责希腊东海岸爱琴海的大部分海域和爱琴海群岛。
  - 爱奥尼亚海海军司令部，总部位于阿哈伊亚州的帕特雷，负责希腊西海岸从马塔潘角到克基拉岛。

## 作战舰艇
截至2021年，希腊海军有护卫舰13艘、潜艇11艘、巡逻艇10艘等。希腊海军舰艇名以HS（Hellenic Ship）作为前缀。大型作战舰艇有：
- 海德拉级巡防舰，4艘
- 埃利级巡防舰，9艘
- 209级潜艇，格劳科斯（Glavkos）级，3艘；波赛頓（Poseidon）级，3艘；俄刻阿诺斯（Okeanos）级，1艘
- 214级潜艇，帕帕尼科利斯（Papanikolis）级，4艘